# Sarah Bauerett

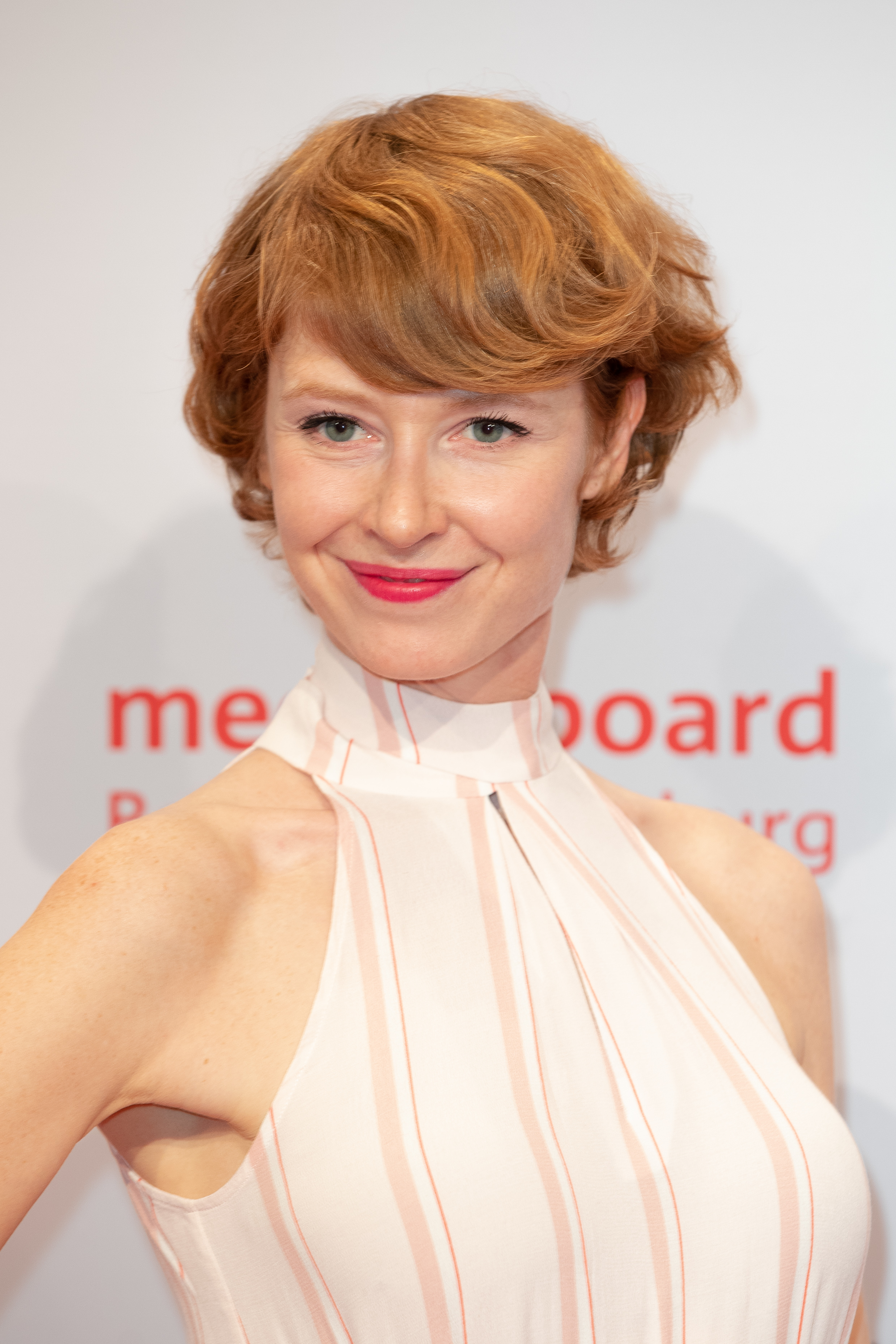
Sarah Bauerett auf der Party des Medienboards Berlin-Brandenburg

Sarah Bauerett (* 1984 in Aachen) ist eine deutsche Schauspielerin.

## Leben
Sarah Bauerett wuchs in Bonn auf. Sie besuchte dort die Elisabeth-Selbert-Gesamtschule. Nach ihrer Fachoberschulreife war sie Mitglied des Ensembles der Studiobühne Siegburg, nahm Gesangs-, Klavier-, Tanz- und Schauspielunterricht und spielte in verschiedenen Bands. Ihre Schauspielausbildung absolvierte sie von 2004 bis 2008 an der Hochschule für Musik und Darstellende Kunst in Frankfurt am Main.
Während des Studiums spielte sie von 2005 bis 2007 zwei Jahre bereits erste Rollen am Schauspiel Frankfurt. 2008 gastierte sie am Nationaltheater Weimar in der Rolle der Helena in Faust II (Regie: Laurent Chétouane).
Ihr erstes Festengagement hatte sie 2008–2009 an der Württembergischen Landesbühne Esslingen. Dort trat sie unter anderem als Sally Bowles im Musical Cabaret, Charis in Amphitryon, in der Titelrolle von Emilia Galotti, als Natascha in Nachtasyl und als Virginia in Leben des Galilei auf.
Ab Beginn der Spielzeit 2010/11 war sie festes Ensemblemitglied am Staatstheater Oldenburg. Dort arbeitete sie unter anderem mit Klaus Schumacher, Jan Neumann, Jan-Christoph Gockel, Marc Becker und Thom Luz zusammen. Am Oldenburgischen Staatstheater spielte sie unter anderem Natalie in Kinder des Olymp (Spielzeit 2010/11), Prinzessin Natalie in Prinz von Homburg (Spielzeit 2011/12), Ophelia in Hamlet (2012), Marie in Woyzeck (2014) und Manja in Der Revisor (2014).
Seit 2015 arbeitet sie als freie Schauspielerin. 2016 gastierte sie in der Produktion paradies fluten am „Theater Rampe“ in Stuttgart. Mit dieser Produktion gastierte sie im Oktober 2016 bei den Kleistfesttagen im Kleist Forum in Frankfurt (Oder) und im Juni 2017 bei den Autorentheatertagen am Deutschen Theater Berlin. In der Spielzeit 2023/24 gastiert sie am Theater Basel.
Bauerett stand auch für Film, Kino und das Fernsehen vor der Kamera. Nach ersten Filmrollen arbeitet sie ab 2014 hauptsächlich für das Fernsehen. In der ARD-Fernsehreihe Praxis mit Meerblick (2017, mit Tanja Wedhorn in der Hauptrolle) verkörperte sie Meike Peters, die Ehefrau eines Malaria-Patienten (David Bredin).
Sie wirkte außerdem in mehreren Fernsehserien in Haupt- und Nebenrollen mit. Sie hatte unter anderem Episodenrollen in den Fernsehserien Rentnercops (2015, als Zeugin Carmen Plate), SOKO Wismar (2017, an der Seite von Andreas Guenther als ehem. Sozialarbeiterin und Mutter eines 14-jährigen verschwundenen Jungen), SOKO Stuttgart (2017, als Physiotherapeutin Marie Haller, die hochverschuldete Inhaberin einer Bogensportanlage und Ehefrau des Mordopfers, mit Sergej Onopko als Partner), Bettys Diagnose (2017, als beste Freundin der Braut, die heimlich in den Bräutigam verliebt ist, mit Arne Lenk und Luise Bähr als Partnern) und SOKO Köln (2018, als ermordete Außendienstmitarbeiterin Jutta Brandt).
Unter der Regie von Arne Feldhusen drehte sie den Kinofilm Magical Mystery oder: Die Rückkehr des Karl Schmidt (2017). In der ARD-Krimireihe Der Kroatien-Krimi spielt sie seit 2018 die Rolle der Gerichtsmedizinerin und Pathologin Brigita Stević.
In der 11. Staffel der ZDF-Serie Der Bergdoktor (2018) übernahm Bauerett eine Episodenrolle als Leiterin eines Jugendhauses am Wilden Kaiser.
Im 4. Film der ARD-Fernsehreihe Wolfsland (Erstausstrahlung: Mai 2018) hatte sie eine Nebenrolle als Schwiegertochter des Mordopfers. In der 2. Staffel der TV-Serie Charité (2019) verkörperte Bauerett an der Seite von Ulrich Noethen und Luise Wolfram die unverheiratete Privatsekretärin des Chirurgen Ferdinand Sauerbruch, Maria Fritsch.
In der 8. Staffel der ZDF-Serie Letzte Spur Berlin (2019) übernahm Bauerett eine der Episodenrollen als Ex-Freundin eines „Trauerschmarotzers“. In der 23. Staffel der TV-Serie In aller Freundschaft (2020) war Bauerett in einer dramatischen Episodenhauptrolle als hochschwangere Patientin, die an einer akuten Mitralklappeninsuffizienz leidet, zu sehen. In der 2. Staffel der TV-Serie WaPo Berlin (2021) übernahm sie eine der Episodenrollen als Laborärztin und Doping-Spezialistin Dr. Sylvia Kronenberg.
Im 11. Film der Kriminalfilmreihe Der Zürich-Krimi mit dem Titel Borchert und der Mord im Taxi, der im Februar 2021 erstausgestrahlt wurde, spielte sie als Anneli Keller, Afrika-Expertin des Eidgenössischen Auswärtigen Amts, die Hilfsaktionen in der Demokratischen Republik Kongo organisiert, eine der Hauptrollen.
In der 3. Staffel der TV-Serie Die Heiland – Wir sind Anwalt (2021) übernahm Bauerett eine dramatische Episodenhauptrolle als Solo-Cellistin eines Philharmonischen Orchesters, die vom Dirigenten massiv gemobbt und gestalkt wurde.
In der ARD-Serie Racko – Ein Hund für alle Fälle (2021) spielte sie in dreizehn Folgen die Lehrerin Gitti Stettner. In der Fernsehserie Schneller als die Angst (2021) war Bauerett in einer durchgehenden Serienrolle als Polizeipsychologin und Therapeutin Nora Belling zu sehen.
Bauerett lebt in Berlin.

## Filmografie (Auswahl)
- 2009: 13 Semester (Kinofilm)
- 2015: Die Abschaffung (Kinofilm)
- 2016: Tatort: Hundstage (Fernsehreihe)
- 2016: Rentnercops (Fernsehserie, Folge Solang wir noch am Leben sind)
- 2017: SOKO Wismar (Fernsehserie, Folge Hilflos)
- 2017: Praxis mit Meerblick: Willkommen auf Rügen (Fernsehreihe)
- 2017: Magical Mystery oder: Die Rückkehr des Karl Schmidt (Kinofilm)
- 2017: SOKO Stuttgart (Fernsehserie, Folge Mitten ins Herz)
- 2017: Bettys Diagnose (Fernsehserie, Folge Herzklopfen)
- 2018: SOKO Köln (Fernsehserie, Folge Allein unter Männern)
- 2018: Der Bergdoktor (Fernsehserie, Folge Versehrte Seelen)
- 2018: Wolfsland – Irrlichter (Fernsehreihe)
- 2018: SOKO Potsdam (Fernsehserie, Folge Saubere Geschäfte)
- 2018: Stralsund: Waffenbrüder (Fernsehreihe)
- seit 2018: Der Kroatien-Krimi (Fernsehreihe)
  - 2018:  Mord auf Vis
  - 2018:  Messer am Hals
  - 2019: Der Mädchenmörder von Krac
  - 2019: Der Henker
  - 2020: Tote Mädchen
  - 2020: Tränenhochzeit
  - 2021: Jagd auf einen Toten
  - 2022: Tod im roten Kleid
  - 2022: Vor Mitternacht
  - 2023: Todesritt
  - 2024:  Scheidung auf Kroatisch
  - 2024:  Die toten Frauen von Brac
- 2019: Der Bulle und das Biest (Fernsehserie, eine Folge)
- 2019: Charité (Fernsehserie, 6 Folgen)
- 2019: Letzte Spur Berlin (Fernsehserie, Folge Sternenkind)
- 2019: Morden im Norden (Fernsehserie, Folge Vollgas)
- 2020: Ein starkes Team: Abgetaucht (Fernsehreihe)
- 2020: Der Alte (Fernsehserie, Folge Familienbande)
- 2020: Liebe. Jetzt!: Nachtschwärmer (Fernsehserie, eine Folge)
- 2020: In aller Freundschaft (Fernsehserie, Folge Ungeklärtes)
- 2020: Inga Lindström: Das gestohlene Herz (Fernsehreihe)
- 2021: Tatort: Das ist unser Haus (Fernsehreihe)
- 2021: WaPo Berlin (Fernsehserie, Folge Goldmädchen)
- 2021: Der Zürich-Krimi: Borchert und der Mord im Taxi (Fernsehreihe)
- 2021: Tribes of Europa (Fernsehserie)
- 2021: Deadlines (Fernsehserie)
- 2021: Die Heiland – Wir sind Anwalt (Fernsehserie, Folge Der Tyrann)
- 2021: Racko – Ein Hund für alle Fälle (Fernsehserie, 13 Folgen)
- 2021: Schneller als die Angst (Fernsehserie)
- 2022: Die Drei von der Müllabfuhr – Zu gut für die Tonne (Fernsehreihe)
- 2023: Das Lehrerzimmer (Kinofilm)
- 2023: Wann wird es endlich wieder so, wie es nie war
- 2023: Mordach – Tod in den Bergen (Fernsehfilm)
- 2023: Abenteuer Weihnachten – Familie kann nie groß genug sein (Fernsehfilm)
- 2023: Tatort: Das Wunderkind (Fernsehreihe)